# Celesty
Celesty ist eine finnische Power-Metal-Band aus Seinäjoki.

## Geschichte
Die Gründung der Band Celesty erfolgte im 1998 unter dem Namen Celestial, der bis 2000 Bestand hatte. Ein Jahr danach wurde das erste Demo Warrior of Ice veröffentlicht, dem direkt danach im Jahr 2002 mit Times Before the Ice ein zweites Demo folgte. Im Anschluss unterzeichnet Celesty einen Plattenvertrag bei dem spanischen Label Arise Records. 
Auf dem Debütalbum Reign of Elements (Dezember 2002, mit einem Gitarrensolo von Jani Liimatainen von Sonata Arctica im Lied Revenge) sowie den Folgewerken Legacy of Hate (Mai 2004) und Mortal Mind Creation (Oktober 2006) setzt die Band inhaltlich „eine selbst erdachte Fantasygeschichte um eine Königsfamilie in einer Welt namens Cryon“ um. 2009 erschien das vierte Album Vendetta.

## Stil
Typisch für die Band sind neben den schnellen Gitarren- und Keyboardsoli die Blastbeats, die „Doublebass und galoppähnliche Rhythmen“ von Schlagzeuger Jere Luokkamäki, dem Antti Railio „mit langgezogenen, atmungsgleichen Gesangsspuren entgegenwirkt“. Alternativ wird der Stil auch als „Power Metal [mit] diversen Thrashmomenten“ bezeichnet. Beim Debütalbum erkannte das französische VS Webzine auch eine Nähe zu Helloween.

## Diskografie
- 2001: Warrior of Ice (Demo)
- 2002: Times Before the Ice (Demo)
- 2002: Reign of Elements (Album, Arise Records)
- 2004: Legacy of Hate (Album, Arise Records)
- 2006: Mortal Mind Creation (Album, Arise Records)
- 2009: Vendetta (Album, Spinefarm Records)